# 聖安東尼奧動物園
聖安東尼奧動物園（英語：San Antonio Zoo）是動物園和水族館協會認可的動物園，位於美國德克薩斯州聖安東尼奧市中心。它座落該市的布拉肯里奇公園。聖安東尼奧動物園佔地50多英畝，擁有超過750個物種，其中一些物種為瀕危或野外絕滅，每年參觀人數超過100萬人。